# Гренандер, Хеннинг
Хеннинг Гренандер (швед. Henning Grenander, 4 августа 1874, Шёвде, Швеция — 11 марта 1958, Торки, Великобритания) — фигурист из Швеции, чемпион мира 1898 года, серебряный призёр чемпионата Европы 1893 года в мужском одиночном катании. Младший брат архитектора Альфреда Гренандера.

## Спортивные достижения

### Мужчины
| Соревнования/Сезоны | 1893 | 1898 |
| ------------------- | ---- | ---- |
| Чемпионаты мира     |      | 1    |
| Чемпионаты Европы   | 2    |      |